# Seibert Lake
Seibert Lake är en sjö i Kanada.   Den ligger i provinsen Alberta, i den centrala delen av landet, 2 700 km väster om huvudstaden Ottawa. Seibert Lake ligger 616 meter över havet. Arean är 37 kvadratkilometer. Den sträcker sig 10,5 kilometer i nord-sydlig riktning, och 7,2 kilometer i öst-västlig riktning.
I omgivningarna runt Seibert Lake växer i huvudsak blandskog. Trakten runt Seibert Lake är nära nog obefolkad, med mindre än två invånare per kvadratkilometer.